# Northwinds
Albums de David Coverdale
White Snake
(1977) Into the Light
(2000)
Singles
1. "Breakdown"
Sortie : Février 1978

Northwinds, aussi orthographié North Winds est le deuxième album solo de David Coverdale. Il parait le 1er mars 1978 sur le label Purple Records.
Cet album est enregistré en grande partie à Londres dans les AIR Studios du 21 mars au 6 avril 1977, avec des prises supplémentaires pour le chant effectuées le 10 et le 19 avril dans les Musicland Studios de Munich. Il est produit par Roger Glover qui y joue également du synthétiseur.
La réédition de 2000 propose deux titres inédits, « Shame the Devil et Sweet Mistreater.

## Liste des titres
- Tous les titres sont signés par David Coverdale, sauf indications.

### Face 1
1. Keep on Giving Me Love (Coverdale / Micky Moody) - 5:16
2. Northwinds - 6:13
3. Give Me Kindness - 4:34
4. Time and Again - 4:02

### Face 2
1. Queen of Hearts (Coverdale / Moody) - 5:16
2. Only My Soul - 4:36
3. Say You Love Me - 4:21
4. Breakdown (Coverdale / Moody) - 5:15

### Titres bonus de la réédition 2000
1. Shame the Devil - 3:36
2. Sweet Mistreater - 3:45

## Musiciens
- David Coverdale: chant, piano
- Micky Moody: guitares, chœurs
- Tim Hinckley: claviers
- Alan Spenner: basse
- Tony Newman: batterie, percussions
- Roger Glover: synthétiseur sur les titres 1, 2, 6 & 7, clavinet, cowbell
- Graham Preskett: violon sur les titres 4, 6 & 7
- Lee Brilleaux: harmonica sur Keep on Giving Me Love
- Malcolm Griffiths: trombone sur Give Me Kindness
- Henri Lowther: trompette sur Give me Kindness
- Simon Phillips: batterie, percussions sur Say You Love me
- Delisle Harper: basse sur Say You Love Me
- Ron Aspery: saxophone alto sur Say You Love Me
- Irene Chanter, Doreen Chanter et Liza Strike: chœurs sur les titres 3, 5 et 7

Source : Discogs